# Vareilles (Saône-et-Loire)
Vareilles ist eine französische Gemeinde mit 279 Einwohnern (Stand: 1. Januar 2022) im Département Saône-et-Loire in der Region Bourgogne-Franche-Comté. Sie gehört zum Arrondissement Charolles und zum Gemeindeverband Communauté de communes Brionnais Sud Bourgogne. Die Bewohner werden Vareillois und Vareilloises genannt.

## Geografie
Vareilles liegt etwa 55 Kilometer westlich von Mâcon in den Hügellandschaften von Brionnais und Charolais. Nachbargemeinden von Vareilles sind Amanzé im Norden, Saint-Symphorien-des-Bois im Nordosten, Baudemont im Osten und Südosten, Saint-Laurent-en-Brionnais im Süden, Vauban im Südwesten, Saint-Christophe-en-Brionnais im Westen sowie Oyé im Nordwesten.

## Bevölkerungsentwicklung
| Jahr                      | 1962 | 1968 | 1975 | 1982 | 1990 | 1999 | 2006 | 2011 | 2016 |
| Einwohner                 | 298  | 297  | 324  | 288  | 244  | 216  | 197  | 236  | 265  |
| Quelle: Cassini und INSEE |      |      |      |      |      |      |      |      |      |

## Sehenswürdigkeiten
- Kirche Saint-Martin aus dem 12. Jahrhundert, Glockenturm und Chor seit 1909 als Monument historique klassifiziert

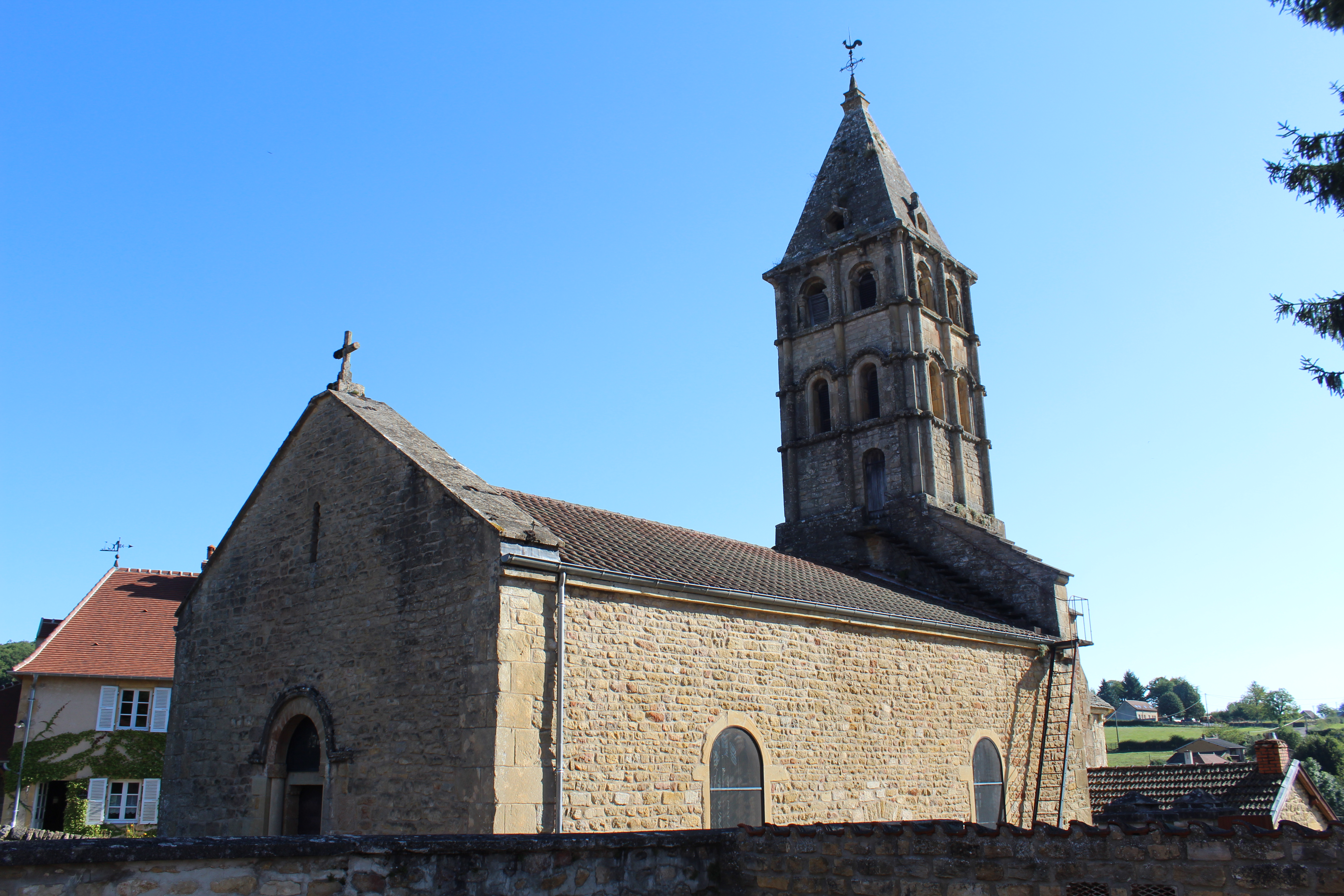
Kirche Saint-Martin

## Belege
1. ↑  Vareilles auf cassini.ehess.fr
2. ↑  Vareilles auf insee.fr